# Makar Jekmaljan
Makar Jekmaljan (Armeens: Մակար Եկմալյան, Makar Ekmalyan) (Vagharsjapat, 2 februari 1856 - Tiflis, 6 maart 1905) was een Armeens componist en muziekleraar.

## Leven en werk
Jekmaljan werd in 1856 geboren in Vagharsjapat, in de Armeense provincie Armavir. Hij studeerde muziek, eerst aan de Gevorkian-academie in zijn geboortestad en vanaf 1879 aan het conservatorium van Sint-Petersburg. Daar kreeg hij onder meer les van Nikolaj Rimski-Korsakov en Nikolaj Solovjov.
In 1890 verhuisde hij naar Tiflis, in het huidige Georgië, waar hij tot zijn overlijden in 1905 zou leven. Hij gaf er muziekles aan de Nersisiaanse School (1891-1902) en leidde er de school van het Russische Muziekgenootschap. Zijn bekendste werk is de Patarag (Պատարագ), een verzameling van liturgische liederen voor de Armeens-Apostolische Kerk. Jekmaljan werkte de Patarag af in 1892, in verschillende arrangementen, en publiceerde hem in Leipzig in 1896.
- Bibsys: 2009514
- Bibliothèque nationale de France: cb139782393 (data)
- Gemeinsame Normdatei: 129519502
- International Standard Name Identifier: 0000 0001 0845 171X
- Library of Congress Control Number: n85007625
- Nationale Bibliotheek van Letland: 000302137
- MusicBrainz: 47e5b999-b81f-4f6d-9b2d-5702fc8d0f98
- Réseau des bibliothèques de Suisse occidentale: 02-A017610152
- Système universitaire de documentation: 120936704
- Virtual International Authority File: 100986972
- WorldCat: E39PBJymyM8TRQqhcPB3QM9qwC